# زیر سن قانونی
زیر سن قانونی (ایتالیایی: La minorenne) یک فیلم کمدی سکسی سبک ایتالیایی به کارگردانی سیلویا آمادیو است که در سال ۱۹۷۴ منتشر شد. منتقد فیلم «آدریانو تنتوری» از این فیلم به عنوان «تاریخ مُـد دهه ۱۹۷۰ یاد می‌کند، که در آن گلوریا گوئیدا [با آن] هیکل سکسی به طرز ماهرانه‌ای ایفای نقش می‌کند.»

## گزیدهٔ بازیگران
- گلوریا گوئیدا
- رزماری دکستر
- مارکو گولیلمی
- کورادو پانی
- جاکومو روسی استوارت
- سیلویو اسپاچزی
- گابریلا لپوری